# Samuel Prideaux Tregelles
Samuel Prideaux Tregelles (ur. 30 stycznia 1813 w Falmouth, zm. 24 kwietnia 1875 w Plymouth) – brytyjski biblista, krytyk tekstu i teolog.

## Życiorys
Urodził się w Wodehouse Place, Falmouth, jego rodzice byli kwakrami, ale on sam przez wiele lat należał do wspólnoty braci plymuckich, pod koniec zaś życia został prezbiterianinem (a może i anglikaninem). Kształcił się w Falmouth w latach 1825-1828.
W kwietniu 1839 Tregelles ożenił się z Sarah Anna Prideaux (ur. 22 września 1807). Nie mieli dzieci. Tregelles uzyskał doktorat na St Andrews w 1850 roku i otrzymał pensję w wysokości 200 £ w 1862. Zmarł w Plymouth.
Przez pewien czas pracował w hucie żelaza, Neath Abbey, Glamorgan, swój wolny czas poświęcał wtedy nauce języków greckiego, hebrajskiego, aramejskiego i walijskiego. Jego zainteresowanie walijskim, szło w parze z pragnieniem szerzenia poselstwa chrześcijańskiej ewangelii w Walii, w rywalizacji z rosnącymi wpływami ateizmu, Kościoła katolickiego i mormonów. Tregelles został prywatnym tutorem w Falmouth, a w końcu poświęcił się pracy naukowej, dopóki nie został owładnięty paraliżem w 1870 roku.
Po dojściu do przekonania, że textus receptus nie ma starożytnego pochodzenia, Tregelles zdecydował się wydać nową wersję tekstu Nowego Testamentu, w oparciu o starożytne rękopisy i cytaty wczesnych Ojców Kościoła. Pracował nad tym przez wiele lat, nie mając przy tym świadomości, że tę samą pracę wykonuje niemiecki filolog i krytyk tekstu, Karl Lachmann. Trwałym wkładem Tregellesa w historii krytyki tekstu jest przekonanie, że nie wiek rękopisu stanowi o jego wartości, lecz wiek przekazywanego przezeń tekstu.

## Dorobek
Tregelles stał się znany dzięki swemu dziełu Book of Revelation in Greek Edited from Ancient Authorities (1844), które zawiera jego oświadczenie, że ma zamiar przygotować grecki Nowy Testament. W 1845 roku przybył do Rzymu z zamiarem skolacjonowania Kodeksu Watykańskiego. Nie pozwolono mu na skopiowanie rękopisu, sporządził jednak wykaz ważnych jego lekcji. Z Rzymu udał się do Florencji, Modeny, Wenecji, Monachium i Bazylei, wszędzie czytając i kolacjonując rękopisy. Do Anglii wrócił w listopadzie 1846 roku, kontynuując kolacjonowanie rękopisów w British Museum. Tregelles odwiedził też Paryż, Hamburg, Berlin (gdzie spotkał Lachmanna) i Lipsk (gdzie współpracował z Tischendorfem), Drezno, Wolfenbüttel i Utrecht. W 1861 roku odczytał dolny tekst Kodeksu Zakynthios (palimpsest).
Większość jego licznych publikacji dotyczy przede wszystkim krytyki tekstu Nowego Testamentu i przypada na lata 1857-1872. Zawierają one Account of the Printed Text of the Greek New Testament (1854), nowe wydanie T. H. Horne’a Introduction to the Critical Study of the New Testament (1860) i Kanon Muratoriego: Earliest Catalogue of Books of the New Testament (1868). Tregelles był członkiem angielskiego komitetu przygotowującego przekład Biblii znany jako Revised Version (albo English Revised Version) którego Nowy Testament został opublikowany w 1881 roku, sześć lat po jego śmierci. 
Tregelles napisał też Heads of Hebrew Grammar (1852), przekład Geseniusa Hebrew Lexicon (1846, 1857) z łaciny, jest autorem niewielkiego dzieła o jansenizmie (1851) i różnych dzieł poświęconych eschatologii (np. Remarks on the Prophetic Visions of Daniel, 1852, new ed., 1864). Podobnie jak jego kuzyn, Benjamin Wills Newton, który odegrał ważną rolę w nawróceniu Tregellesa i który wspierał finansowo publikacje jego dzieł, Tregelles był zwolennikiem nadejścia Paruzji Chrystusowej po tzw. wielkim ucisku”. 
Będąc człowiekiem o wielkiej erudycji, Tregelles był także chrześcijaninem o gorącym sercu, który napisał wiele hymnów, dzisiaj w większości zapomnianych, najwcześniejsze z nich były publikowane przez braci plymuckich Hymns for the Poor of the Flock (1838).